# Ватарай (посёлок)
Ватарай (яп. 度会町 Ватарай-тё:) — посёлок в Японии, находящийся в уезде Ватарай префектуры Миэ. Площадь посёлка составляет 134,97 км², население — 8323 человека (1 июня 2014), плотность населения — 61,67 чел./км².

## Географическое положение
Посёлок расположен на острове Хонсю в префектуре Миэ региона Кинки. С ним граничат город Исе и посёлки Таки, Одай, Тамаки, Тайки, Минамиисе.

## Население
Население посёлка составляет 8323 человека (1 июня 2014), а плотность — 61,67 чел./км². Изменение численности населения с 1980 по 2005 годы:
| 1980 | 8730 чел. |  |
| 1985 | 8996 чел. |  |
| 1990 | 9075 чел. |  |
| 1995 | 9077 чел. |  |
| 2000 | 9218 чел. |  |
| 2005 | 9057 чел. |  |

## Символика
Деревом посёлка считается Chamaecyparis obtusa.